# Beep It
「Beep It」（ビープ・イット）は、CORNELIUS（小山田圭吾）が2006年にリリースした、12インチレコードである。瀧見憲司による「Beep It Luger E-GO Dub」および「Beep It Luger E-GO Remix」はこの12インチのみ収録されている。

## 収録曲
A面
1. Beep It
2. Beep It Luger E-GO Dub

AA面
1. Beep It Luger E-GO Remix